# سوسيوجرام

مثال على تخطيط العلاقات الاجتماعية

السوسيوجرام (بالإنجليزية: Sociogram)‏ في علم النفس، هو تخطيط أو رسم بياني يمثل العلاقات الاجتماعية بين أعضاء جماعة معينة، سواء أكانت علاقات إيجابية كالتفضيل والصداقة والود والتقدير، أم علاقات سلبية كالنفور والكراهية والازدراء والرفض". ويعتبر عالم النفس مورينو هو رائد هذا المجال من دراسات علم النفس الاجتماعي.
ويتبع السوسيوجرام موضوعات الدراسات السوسيومترية التي تتبع علم النفس الاجتماعي الذي يعتبر فرعا من فروع علم النفس.

## خطوات عمله
- تحديد العينة المراد عمل دراسة عن العلاقات بين أفرادها.
- تطبيق اختبار يقيس العلاقات الاجتماعية بين أفراد العينة، سواء أكانت إيجابية أم سلبية.
- ترجمة النتائج في جدول.
- تمثيل البيانات بالرسم في هيئة سوسيوجرام.